# Districtul Mont Fleuri
Mont Fleuri este un district  în Seychelles, situat pe insula Mahé. De district aparțin și insulițele: Cachee, Cerf, Round, Long, Moyenne, Seche și St. Anne.